# 高松市立屋島東小学校
高松市立屋島東小学校（たかまつしりつ やしまひがししょうがっこう）は、香川県高松市屋島東町にある公立小学校。

## 概要
高松市の東部、屋島地区の東部に位置している。

## 学校データ
- 児童数：155人（2011年度[1]）
- 児童愛称：

学校施設（2010年5月1日時点）
- 普通教室：9教室
- 特別教室：9教室
- 校舎面積：2308m2
- 体育館面積：681m2

服装規定
- 制服：あり（通年必用）
- 防寒着：不明

## 歴史

### 年表
- 1982年（昭和57年）4月1日 - 屋島小学校屋島分校が独立し開校。校区を屋島小学校区から分割。
- 1982年（昭和57年）8月10日 - プール設置。
- 2004年（平成16年）4月1日 - 高松市立小中学校全校で3学期制を廃して2学期制を導入。

### 全校児童数の推移
屋島東小学校の児童数は横ばいか減少傾向である。
- 1999年度：152人
- 2000年度：150人（-2人）
- 2001年度：151人（+1人）
- 2002年度：156人（+5人）
- 2003年度：156人（0人）
- 2004年度：165人（+9人）
- 2005年度：164人（-1人）
- 2006年度：174人（+10人）
- 2007年度：173人（-1人）
- 2008年度：174人（+1人）
- 2009年度：170人（-4人）
- 2010年度：163人（-7人）
- 2011年度：155人（-8人）

## 教育目標
- 豊かな心をもち　自ら学ぶ意欲と実践力に富む　たくましい子どもを育てる

目指す児童像
- ひろい心でやさしい子
- がんばる力でやりぬく子
- しんけんな目で考える子

目指す学校像
- 楽しい学校＆地域も学校

## 通学区域
通学区域は高松市屋島地区の一部。開校前のこの地域は屋島小学校区であった。
- 高松市
  - 屋島東町1番地～1464番地、1780番地、1832番地

## 進学先中学校
- 高松市立屋島中学校

## 校区内の主な施設
- 屋島
- 高松市屋島東コミュニティセンター

## 交通
- ことでん志度線八栗駅より徒歩26分（1.4km）
- ことでんバス庵治線 洲崎寺西バス停より徒歩16分（0.8km）